# Olaf Kapagiannidis
Olaf Kapagiannidis (* 11. Juni 1969 in Berlin) ist ein ehemaliger deutscher Fußballspieler. 

## Leben
Im Jugendbereich spielte Kapagiannidis bei den Vereinen Schwarz-Weiß Spandau, Spandauer SV und Reinickendorfer Füchse.
1993 wechselte der Abwehrspieler von Türkiyemspor Berlin zu Tennis Borussia Berlin. Mit der Mannschaft war er insgesamt drei Spieljahre lang in der 2. Fußball-Bundesliga vertreten (1993/94, 1998/99, 1999/2000), Kapagiannidis bestritt in der Spielklasse 50 Partien. 2000 schloss er sich dem FC Sachsen Leipzig (Regionalliga) an, im Januar 2001 wechselte er zu den Hertha BSC Amateuren, für die er bis 2005 spielte.
Im Anschluss an seine Spielerlaufbahn wurde Kapagiannidis für Hertha BSC als Talentsichter tätig.